# アレクトン
コルベット艦アレクトンは、19世紀フランス海軍の軍艦。ダイオウイカ（Architeuthis属）との遭遇を記録する船舶の最古級例として知られる。捕獲には失敗したものの、個体の一部を採取でき、サンプルとして採取し学界に送っている。

## 任務歴
コルベット艦アレクトンは、 ギリシア神話のアレークトー（復讐の女神たちエリーニュスのひとり）より命名。外輪船、エトワール改型二級通報艦（フランス語: aviso à roues de deuxième classe, type Etoile modifié）。ラ・セーヌの造船所にて1859年発注、1861年進水、FCM社 （地中海鉄工・造船所）。全長50.9メートル、船幅12.1メートル。
アレクトンは、 120馬力の蒸気機関を搭載した2本マスト帆船で、排水量570 トン、乗員66名、軽カノン砲を2基の兵装。1861年、初任地としてフランス領ギアナに配置され、1868年以降はグアドループに異動。 1883年8月10日退役。1884年ロリアンにてスクラップ処分。

## ブイエの旅行記
アレクトンの初代艦長を務めたフレデリック・ブイエは1866年、イラスト入り旅行記を『ル・トゥール・デュ・モンド』 誌上に発表、のち一冊の本『フランス領ギアナ：1862年～1863年航海の備考と追憶』（1867年）として刊行された 。
イラストの原画は、アレクトンの乗員たちによる素描程度のものだが、これをもとに画家が起こしたものが掲載されている。 ブイエ自身が元をスケッチした絵もあった 。エドゥアール・リウー（画）「アレクトン」（全体像）は、艦乗員E・ロドルフ海尉の下絵を元にしている
巨大イカとの遭遇は、ブイエが着任時の1861年に起こっている。

## 巨大イカ
フランス領ギニア カイエンヌ市の海軍基地をめざして航行開始したアレクトンは 、1861年11月30日、カナリア諸島テネリフェ島の北東約40リーグ (190 km)の沖合で、見慣れない生物に遭遇した。
島を接近中に、見張りが甲板の船員たちに「巨体、一部は水面下、浮上」と叫んだという。ブイエ艦長は、のちの旅行記でこれが「巨大なイカ」であったと記述している。
艦長は、それまで巨大イカの伝聞があることを知ってはいたが、学界ではその存在はまだ認められていなかった。損傷し腐乱した死体の一部のがみつかり巨大イカの一部ではないかとされており、デンマークシェラン島で1847年、スカーイェンで1854年、その例が記録されていた。しかし、捕獲例や生体の目撃報告はまだなかったのである。目撃した巨大生物を確保すると決意した艦長は、フュジ（マスケット銃）で発砲を命じ、銛も撃たせ、ロープの輪にかけて捕えようとした。
弾丸はイカを貫通し、さしたる殺傷力にならなかった。そのイカは"頭から尻尾まで"の長さ（足を含まない長さ）が推測・推計で最大18フィート (5.5 m)あった。ついに投げ縄で胴体を捕らえたものの、あまりの重みで引き揚げようとすると千切れてしまい、先端部分だけが船に残った。その肉片は重さ14kgもあったと証言される 。
その断片が博物館に送られたことは確かであるが、事件の翌年（1862年）にこれを追求した学者たちは、それが現存するかわからないとしている。

### 海底二万里
アリクトンの遭遇の事実を元に、ジュール・ヴェルヌは潜水艦を襲撃する巨大イカを『海底二万里』（1870年）に活躍させた。現在のダイオウイカの権威クライド・ローパーに取材した大衆サイエンス誌の記事によれば、この小説のイカには自然界のダイオウイカより過剰な攻撃性が与えられており、"身体的特徴もまるで間違っている"とされる。